# Capsula interna

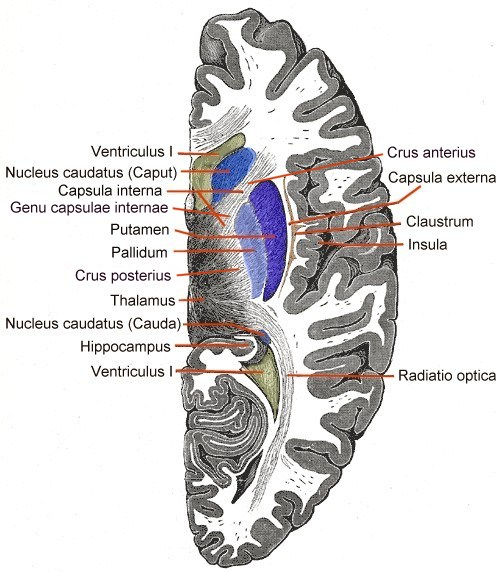
Horizontální řez pravou hemisférou (Capsula interna označená vlevo nahoře)

Capsula interna je struktura bílé hmoty umístěná v inferomediální části každé mozkové hemisféry. Přenáší informace kolem bazálních ganglií a odděluje nucleus caudatus a thalamus od putamen a globus pallidus. Capsula interna obsahuje vzestupné i sestupné dráhy, které vedou do a z mozkové kůry.